# Wittewater
Wittewater is een dorpje in de gemeente Bergrivier in de provincie West-Kaap van Zuid-Afrika, gelegen langs de weg R399 tussen Piketberg en Velddrif. Wittewater werd in 1857 opgericht door zendelingen uit het Duitse Moravië. 
De naam "wit water" verwijst naar de waterval nabij de stad die af en toe ontstaat door overvloedige winterregen.